# Свічкарівщина
Свічкарі́вщина —  село в Україні, у Зіньківській міській громаді Полтавського району Полтавської області. Населення становить 3 осіб. До 2020 орган місцевого самоврядування — Першотравнева сільська рада.

## Географія
Село Свічкарівщина знаходиться за 2 км від правого берега річки Грунь. На відстані до 1 км розташовані села Прилівщина та Шенгаріївка.

## Населення

### Мова
Розподіл населення за рідною мовою за даними перепису 2001 року:
| Мова       | Кількість | Відсоток |
| ---------- | --------- | -------- |
| українська | 3         | 100%     |

## Історія
12 червня 2020 року, відповідно до розпорядження Кабінету Міністрів України № 721-р «Про визначення адміністративних центрів та затвердження територій територіальних громад Полтавської області», село увійшло до складу Зіньківської міської громади.
19 липня 2020 року, в результаті адміністративно - територіальної реформи та ліквідації Зіньківського району, село увійшло до складу новоутвореного Полтавського району Полтавської області.